# 中街道 (下ツ道)
中街道（なかかいどう）は、奈良市から橿原市を経て五條市に至る街道。古代では「下ツ道」（しもつみち）と呼ばれた古代官道のひとつであった。

## 概要

### 下ツ道（古代）
7世紀中頃に、奈良盆地を南北に走る大道・下ツ道として整備された。見瀬丸山古墳の前面を起点とし、藤原京の西四坊大路（現在の橿原市八木あたり）から、奈良盆地の中央をまっすぐ北へ進み、平城京の朱雀大路（現在の平城宮跡）に至る。橿原市から大和郡山市にかけては、現在の国道24号の約250m西方に並行する。
北は、那羅山（ならやま）の平坂（ならさか）を越えて山背道（やましろのみち）になり、南は、軽（かる、橿原市大軽町）の丸山古墳（旧見瀬丸山古墳）までが直線道で、檜隈（ひのくま）からは西南に向かう巨勢道となり、宇智（うち）を経て紀伊国境の真土山（まつちやま）を越えると紀ノ川沿いの木道（きのみち）に達する。
奈良時代には飛鳥・藤原京と平城京をまっすぐ繋ぐ大道として盛んに利用されたと思われる。しかし長岡京、平安京への遷都の後は衰退して維持されなくなった。その道路敷は現在、一部で寺川などの河道に利用されている。

### 中街道（近世）
奈良から櫟本、丹波市を経て桜井に至る道が「上街道」、郡山から高田に至る道が「下街道」に対し、その間を通る道が「中街道」と呼ばれるようになった。
平安京遷都後は平城京自体が衰退し、町の中心部は東の若草山の麓に移り、かつての下ツ道をたどる道筋も少し東へずれることになる。中世以降の中街道は奈良町の西から八木（橿原市）、古瀬（御所市）を経て北宇智（五條市）で下街道と合流する道筋となる。奈良から八木まではほぼそのまま国道24号に沿っている。

## 経由地（沿道施設等）
奈良市
- JR奈良駅

大和郡山市
- 横田町交差点（付近で「北の横大路」と交差していた）
- 西名阪道 郡山IC

天理市
- 近鉄二階堂駅

磯城郡田原本町
（田原本町内は寺川に沿う）
- 唐古・鍵遺跡楼閣
- 田原本町役場

橿原市

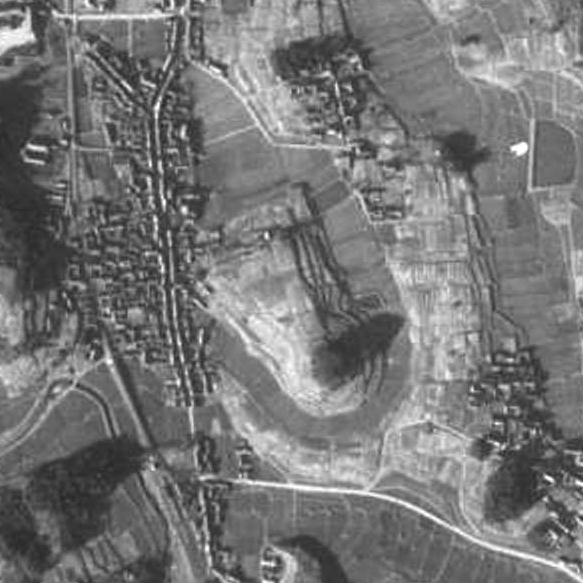
1948年当時の中街道。丸山古墳前方部をかすめて南北を結んでいた。

- 近鉄大和八木駅、八木町（横大路と交差する）
- JR畝傍駅
- 近鉄橿原神宮前駅
- 見瀬丸山古墳
- 近鉄岡寺駅

高市郡明日香村
- 近鉄飛鳥駅

高市郡高取町
- 近鉄葛駅

御所市
- 古瀬（JR・近鉄吉野口駅）
- JR北宇智駅（下街道と合流）

## 現代の下ツ道の風景

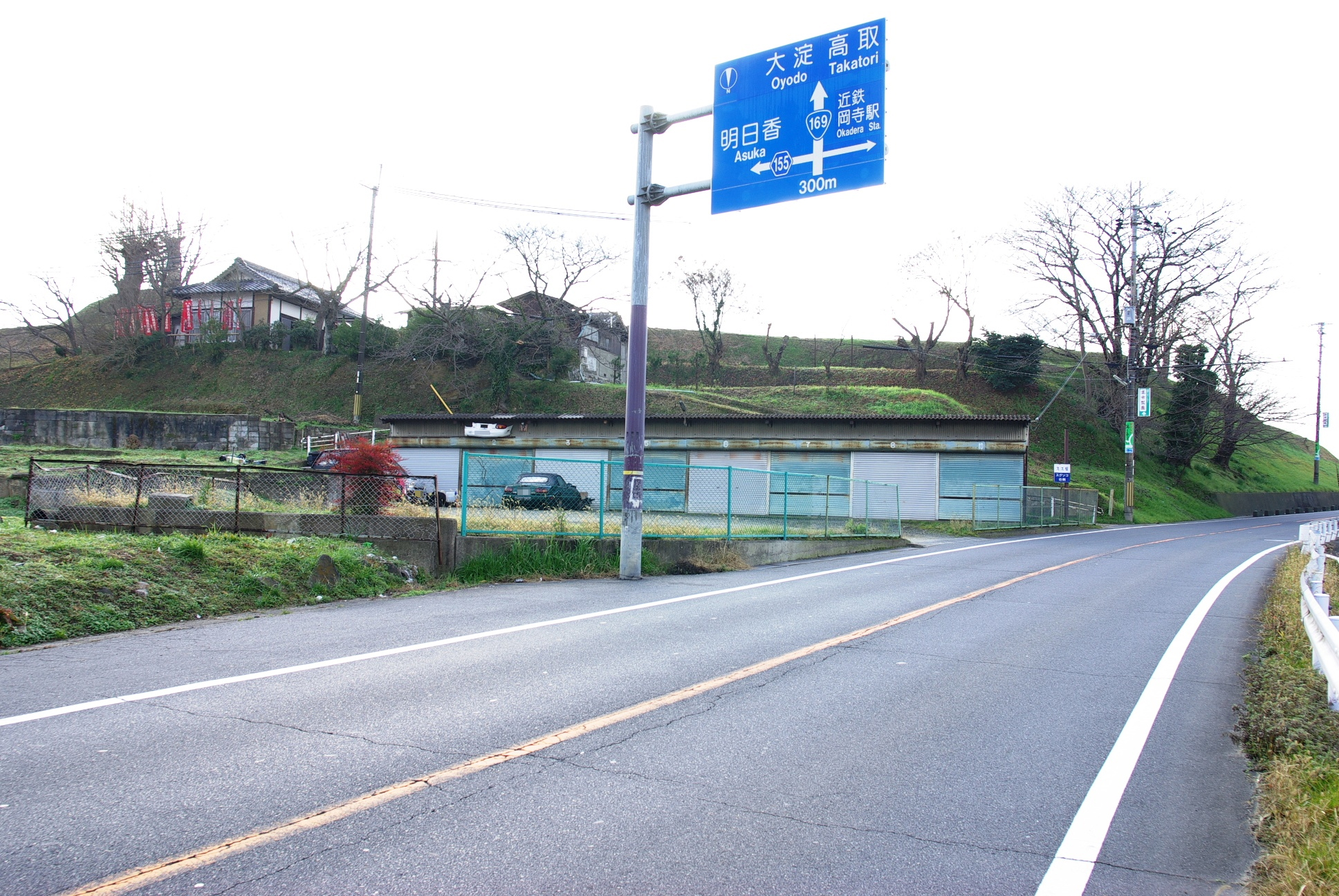
国道169号線と見瀬丸山古墳前方部 2016年
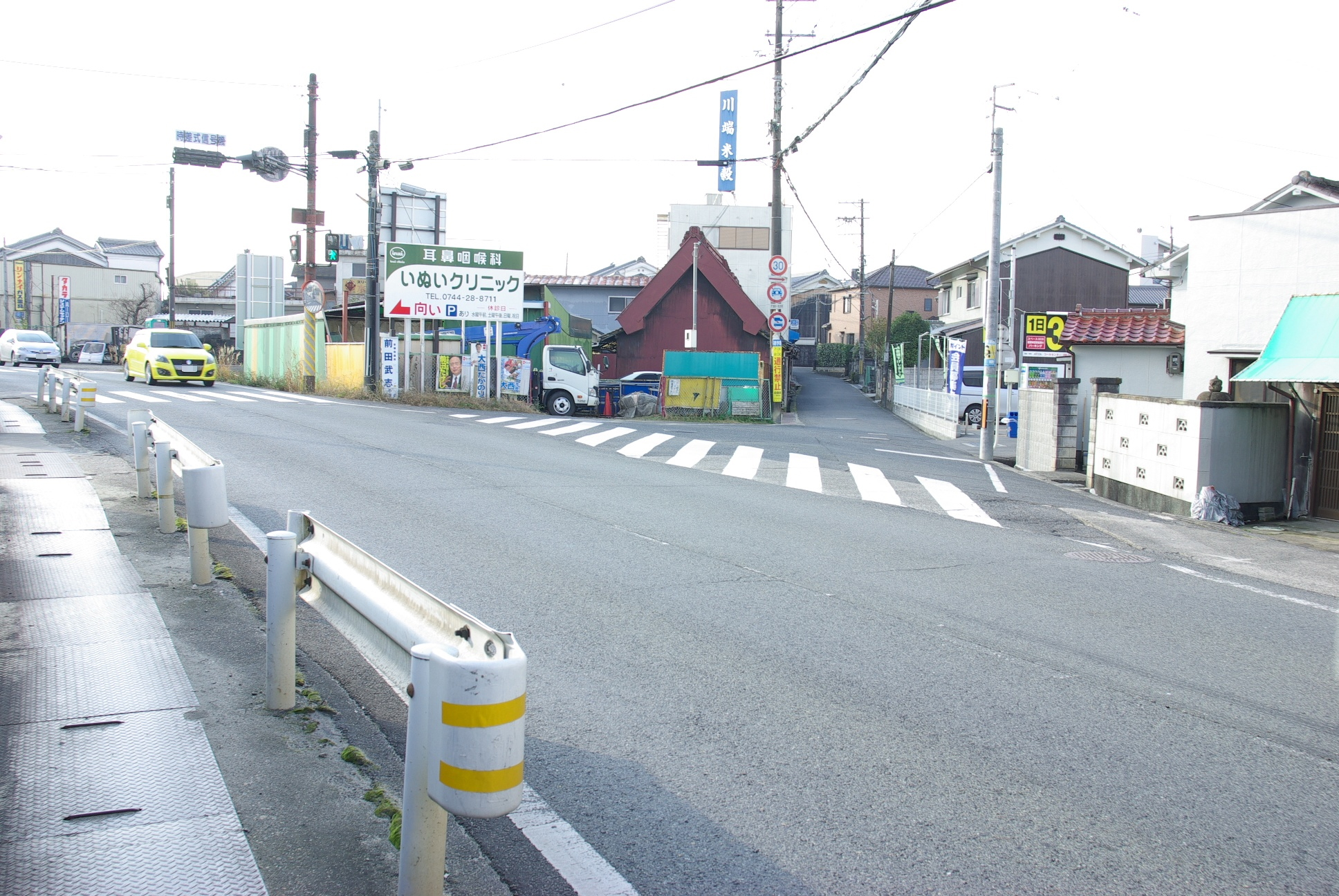
国道169号線と吉野方面に抜ける旧中街道の分岐点。見瀬丸山古墳付近 2016年
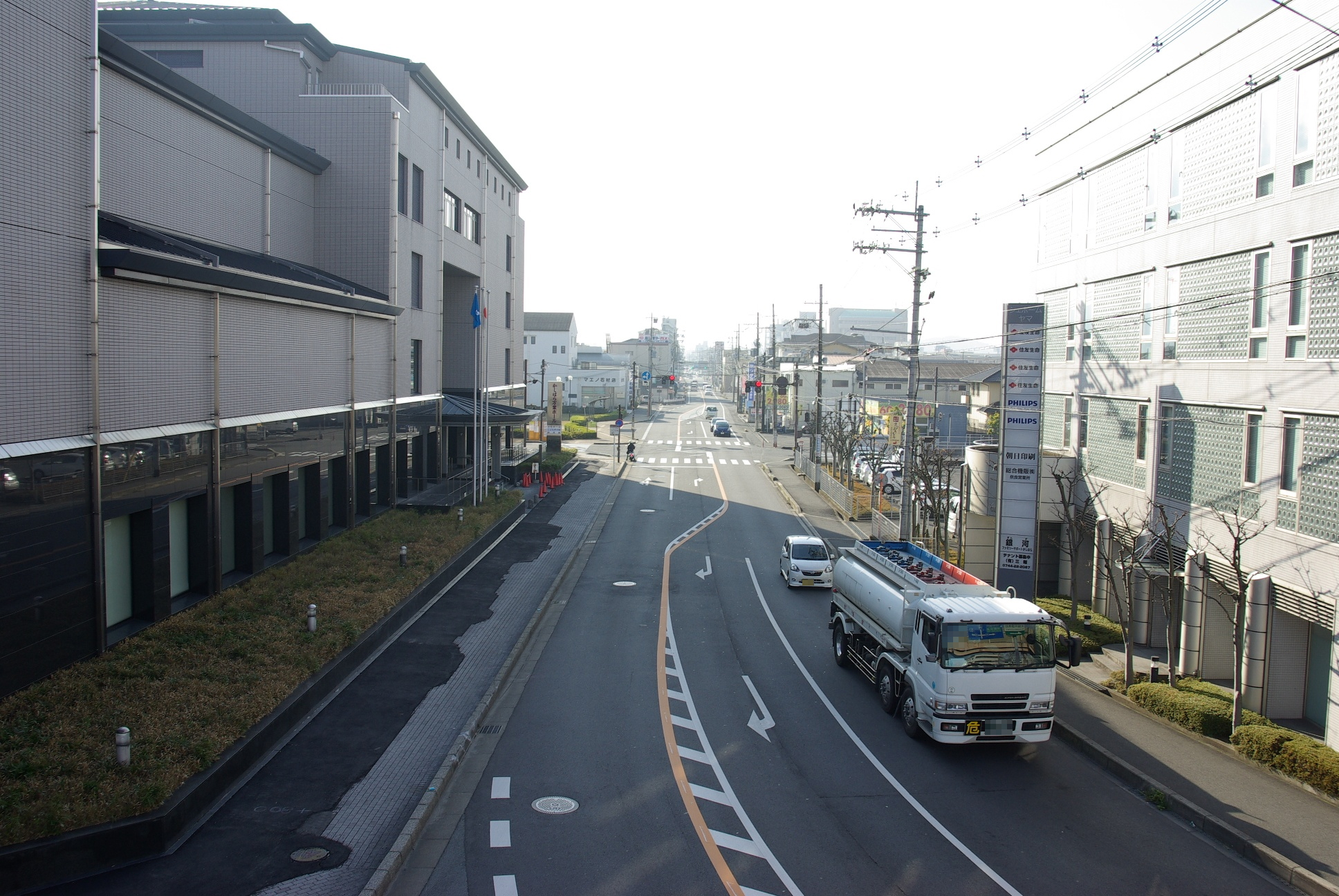
下ツ道と国道169号線重複区間の最北端から南方面をみる 2016年
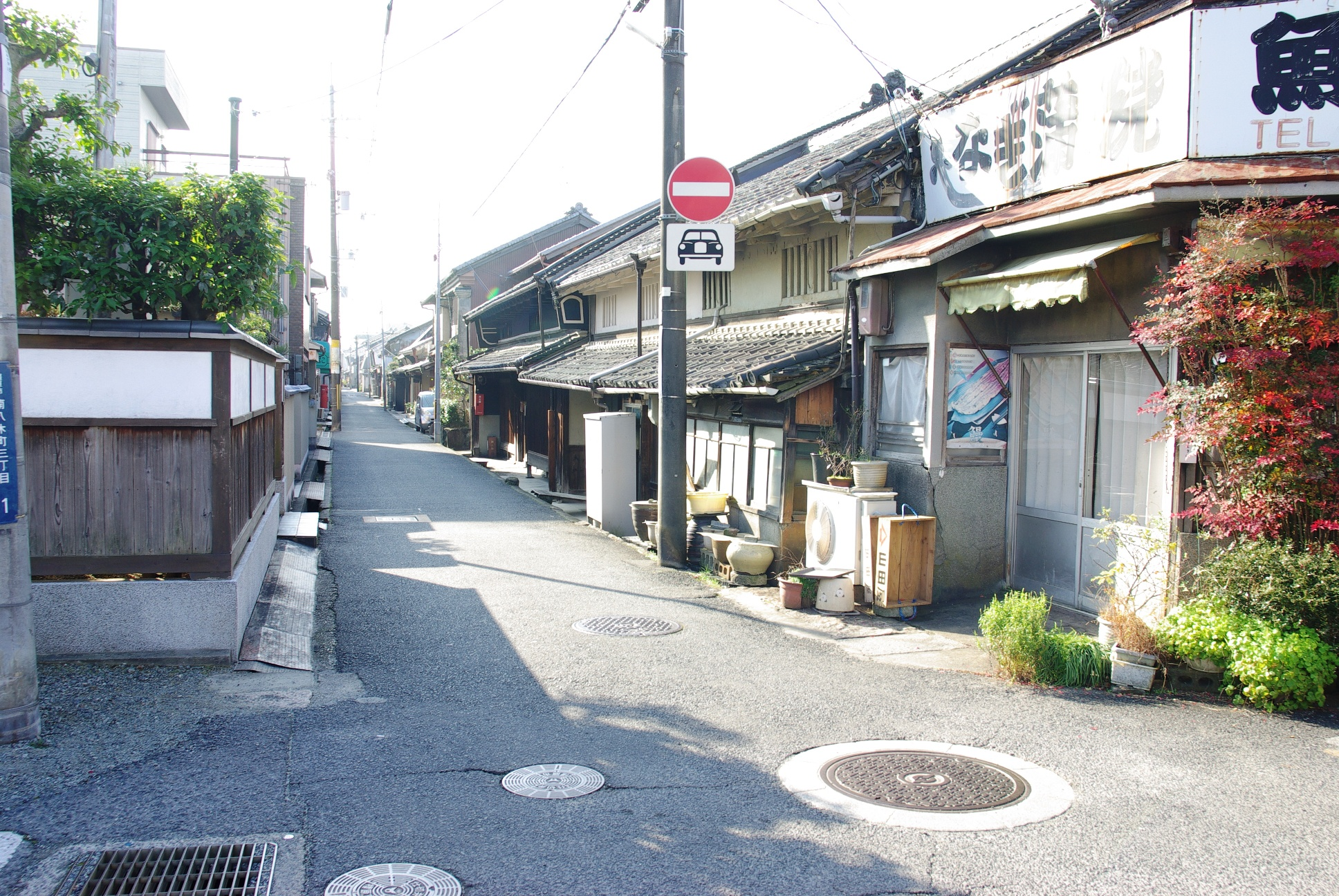
JR桜井線付近の下ツ道 2016年
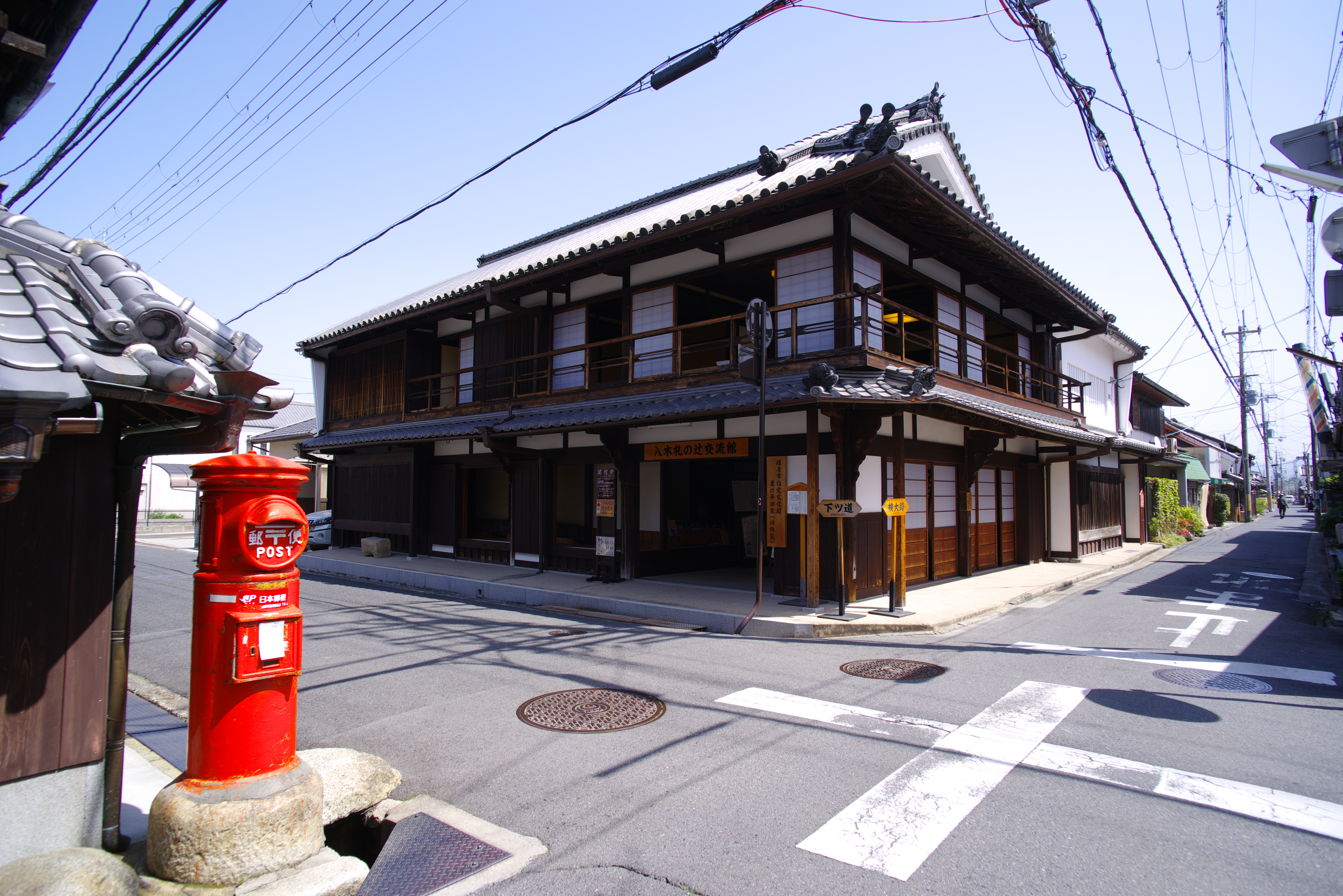
下ツ道と横大路の交差点、八木札の辻。八木札の辻交流館（旧東の平田家） 2021年
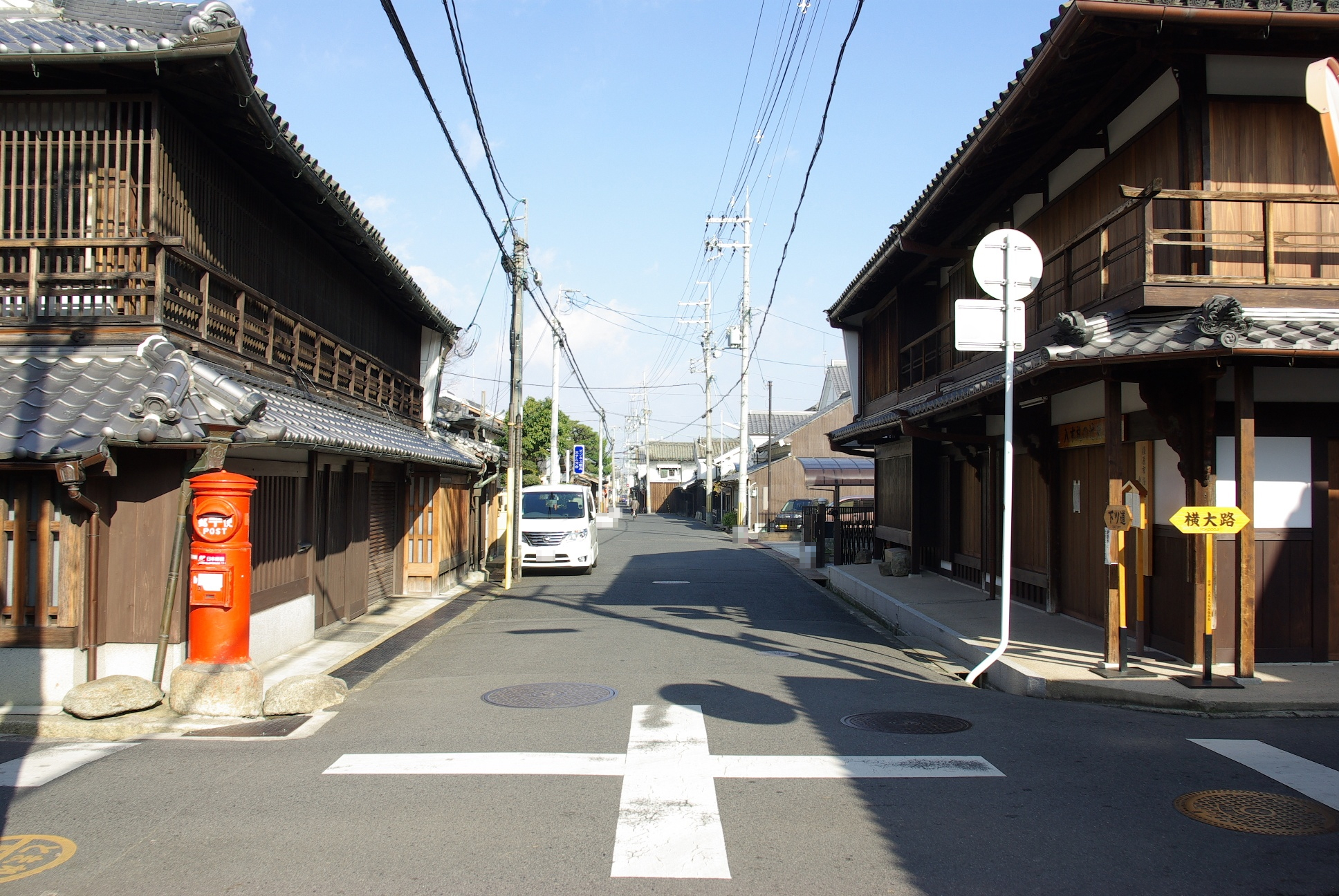
八木札の辻から下ツ道の北方面をみる 2016年
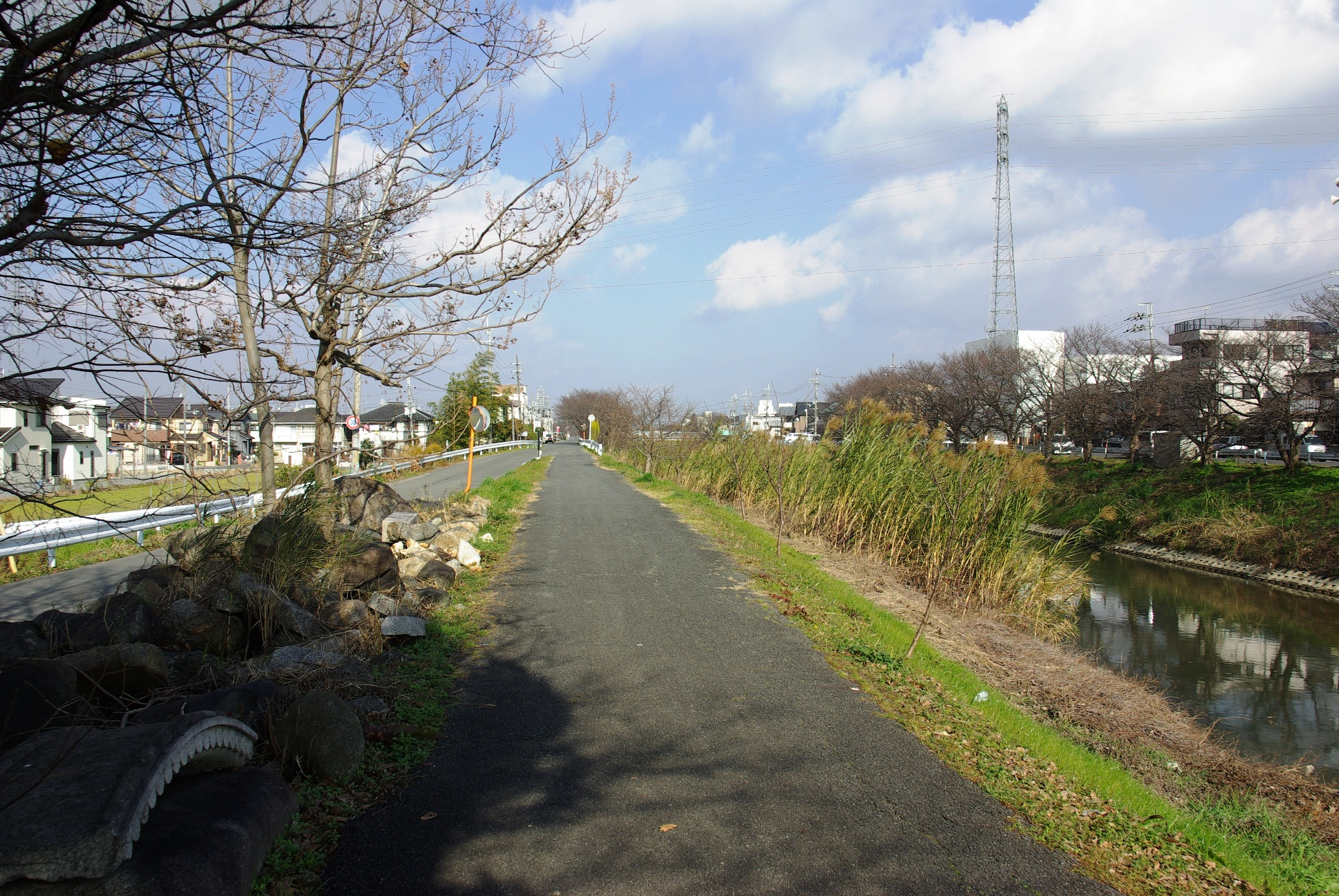
寺川沿いの下ツ道 2016年
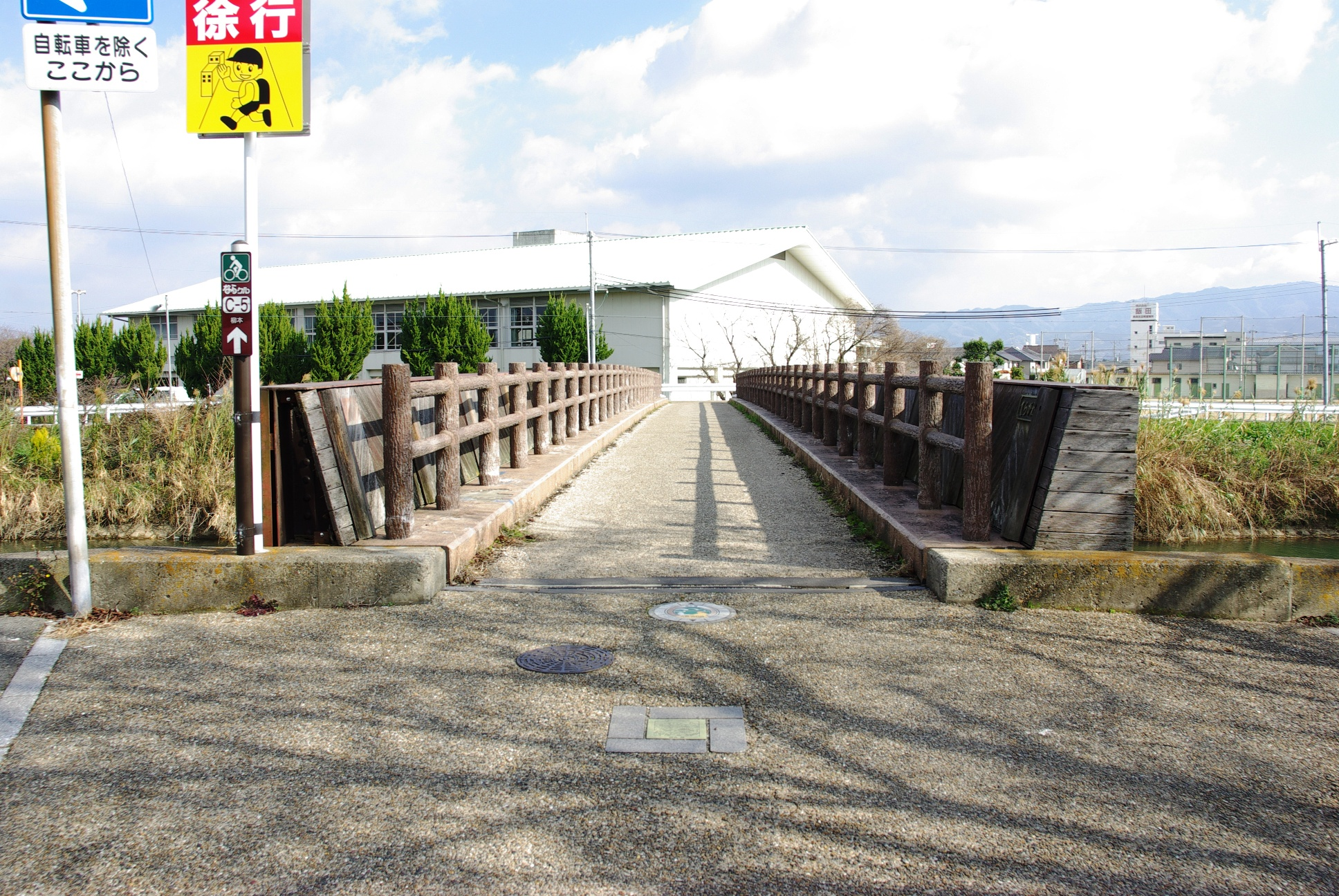
寺川に架かる橋。唐古鍵遺跡付近 2016年
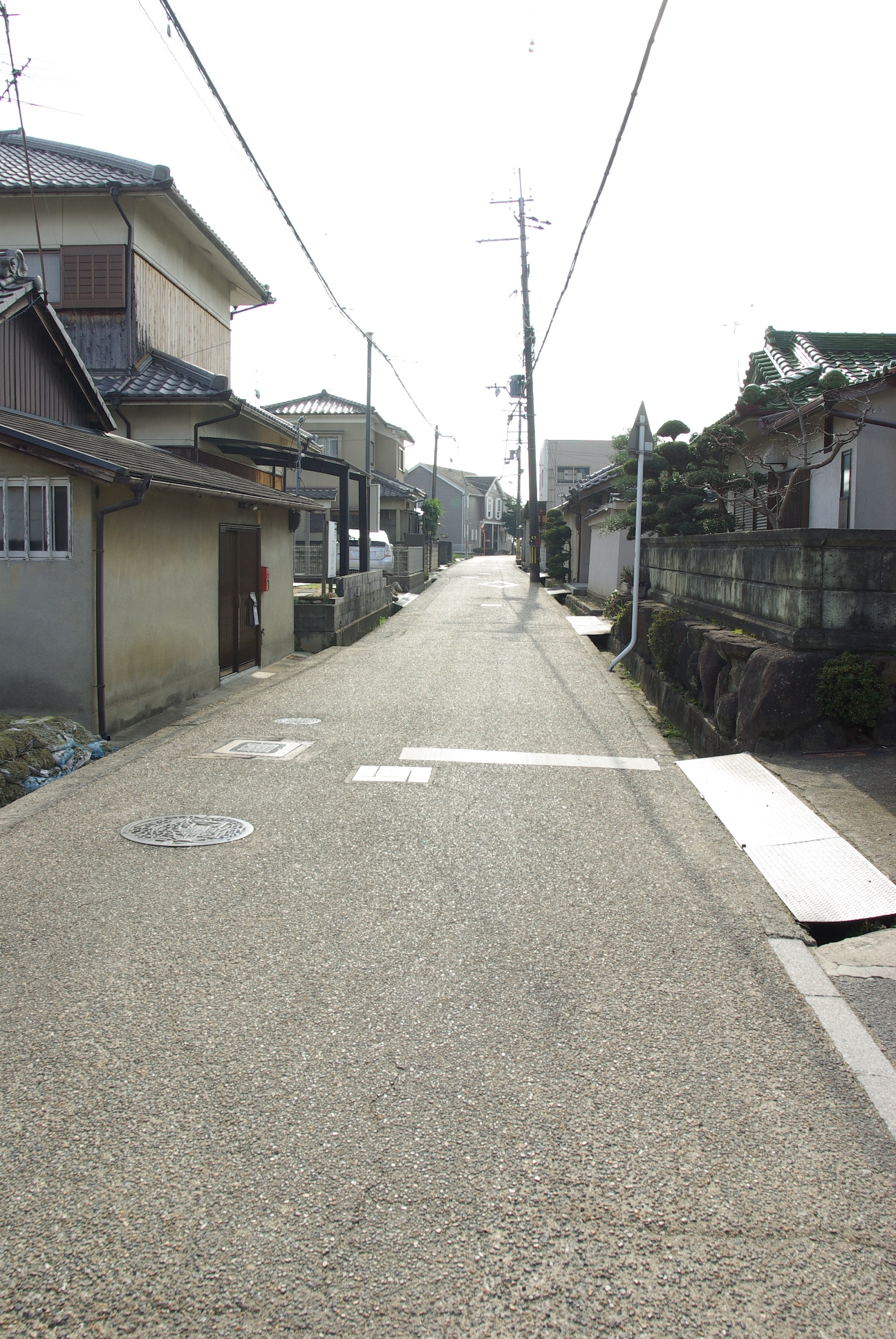
田原本町八尾付近の下ツ道 2016年
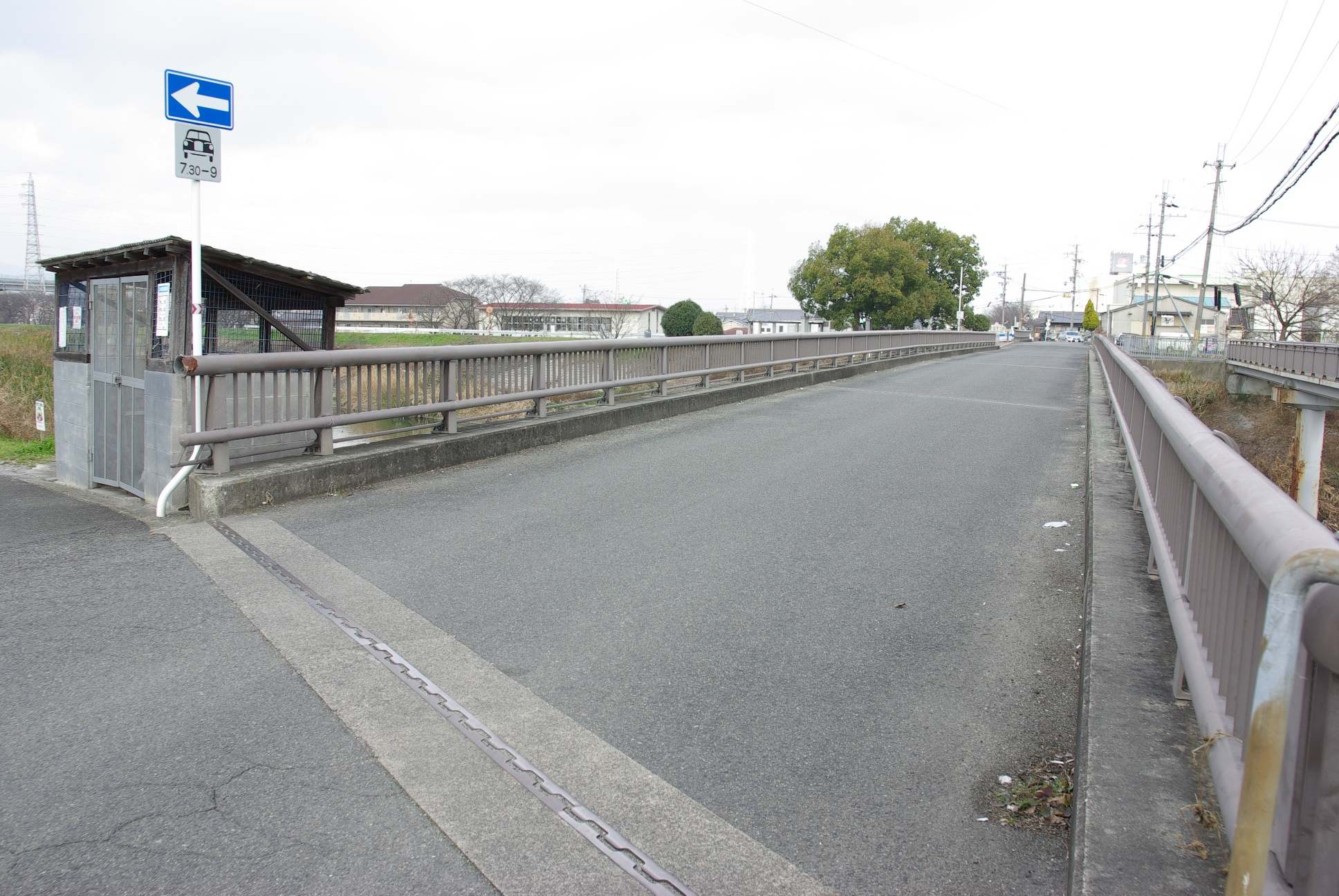
大和川付近の下ツ道 2016年
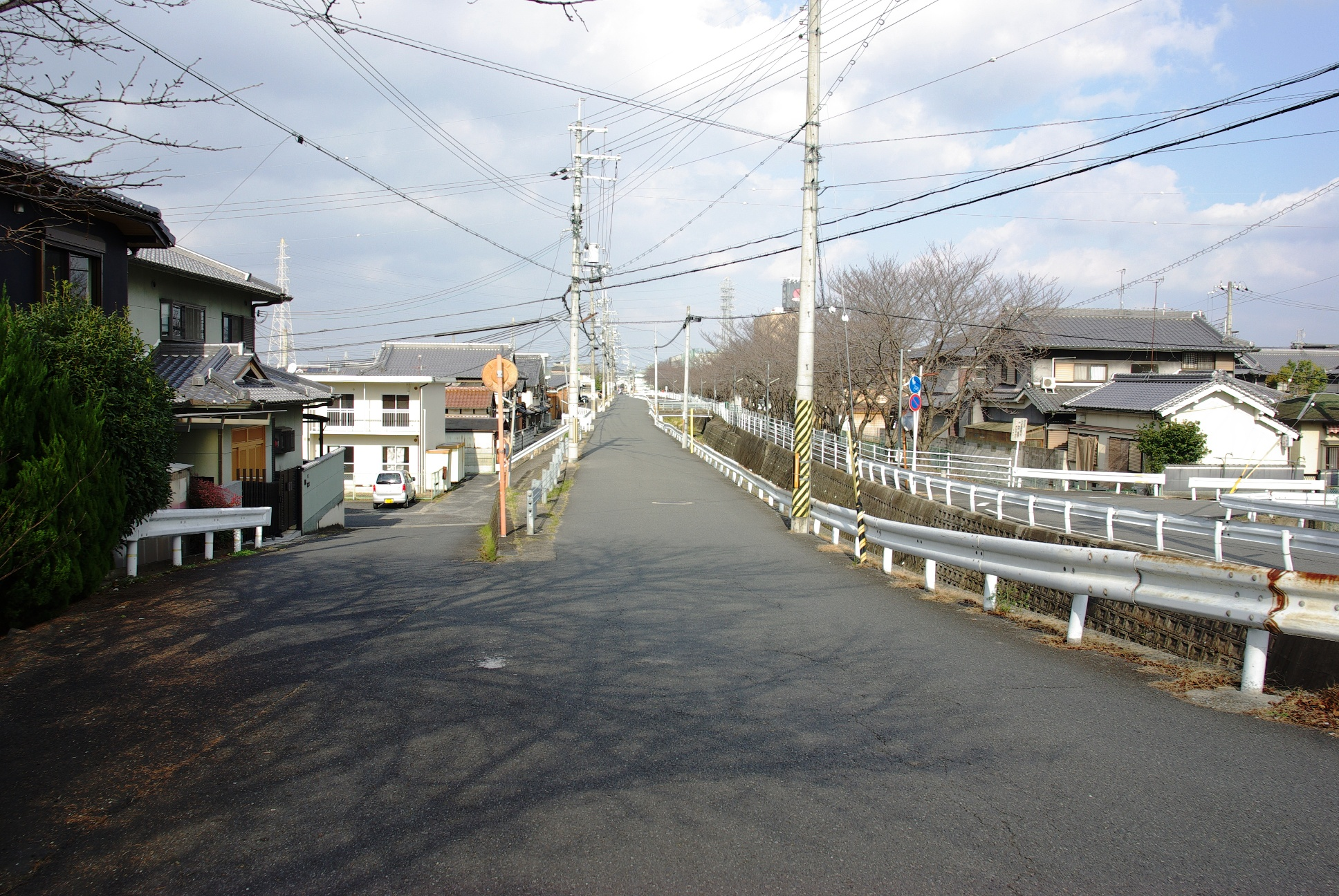
大和川北側の下ツ道 2016年
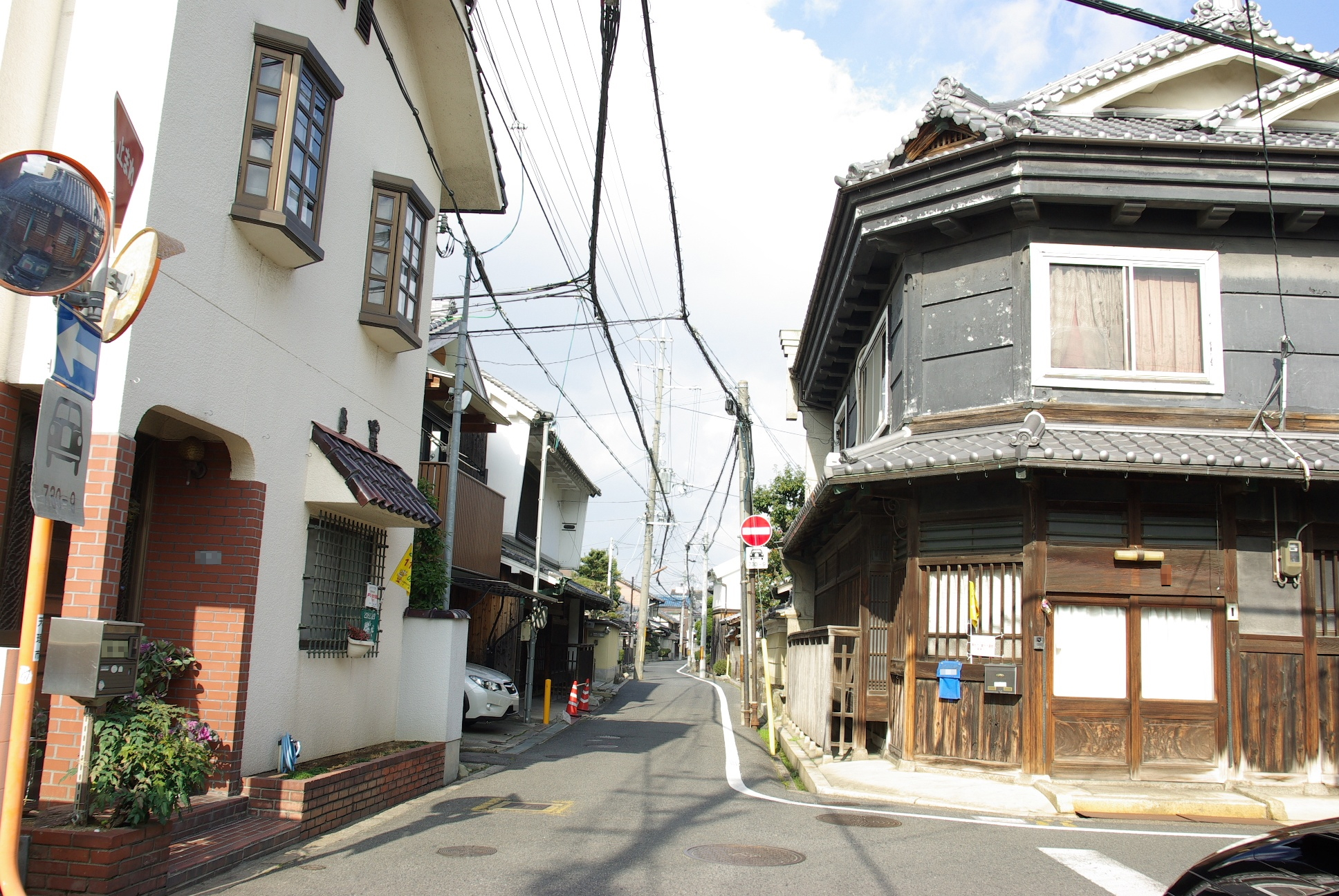
天理市二階堂付近の下ツ道 2016年
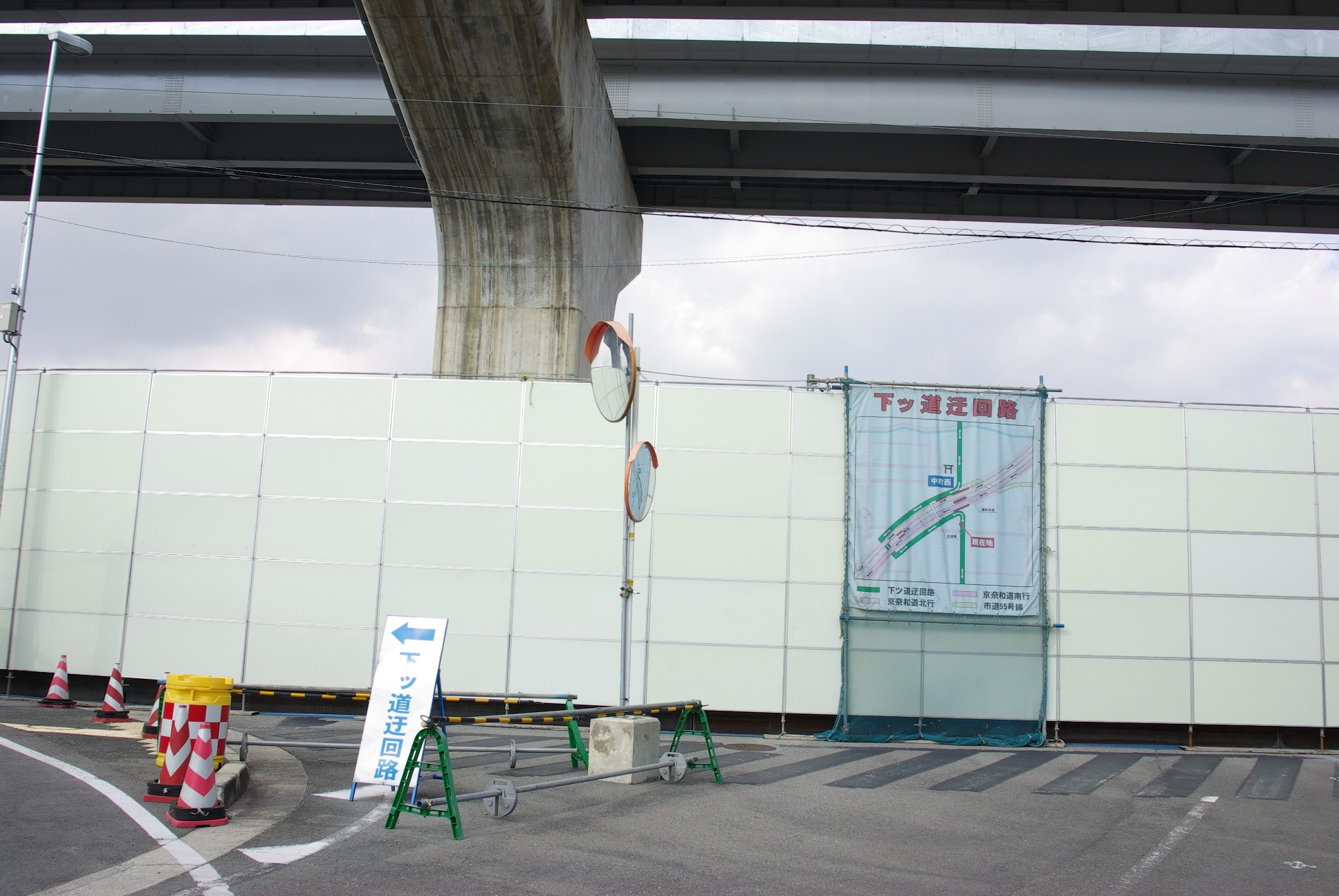
下ツ道迂回路（下ツ道と京奈和自動車道の交差点） 2016年
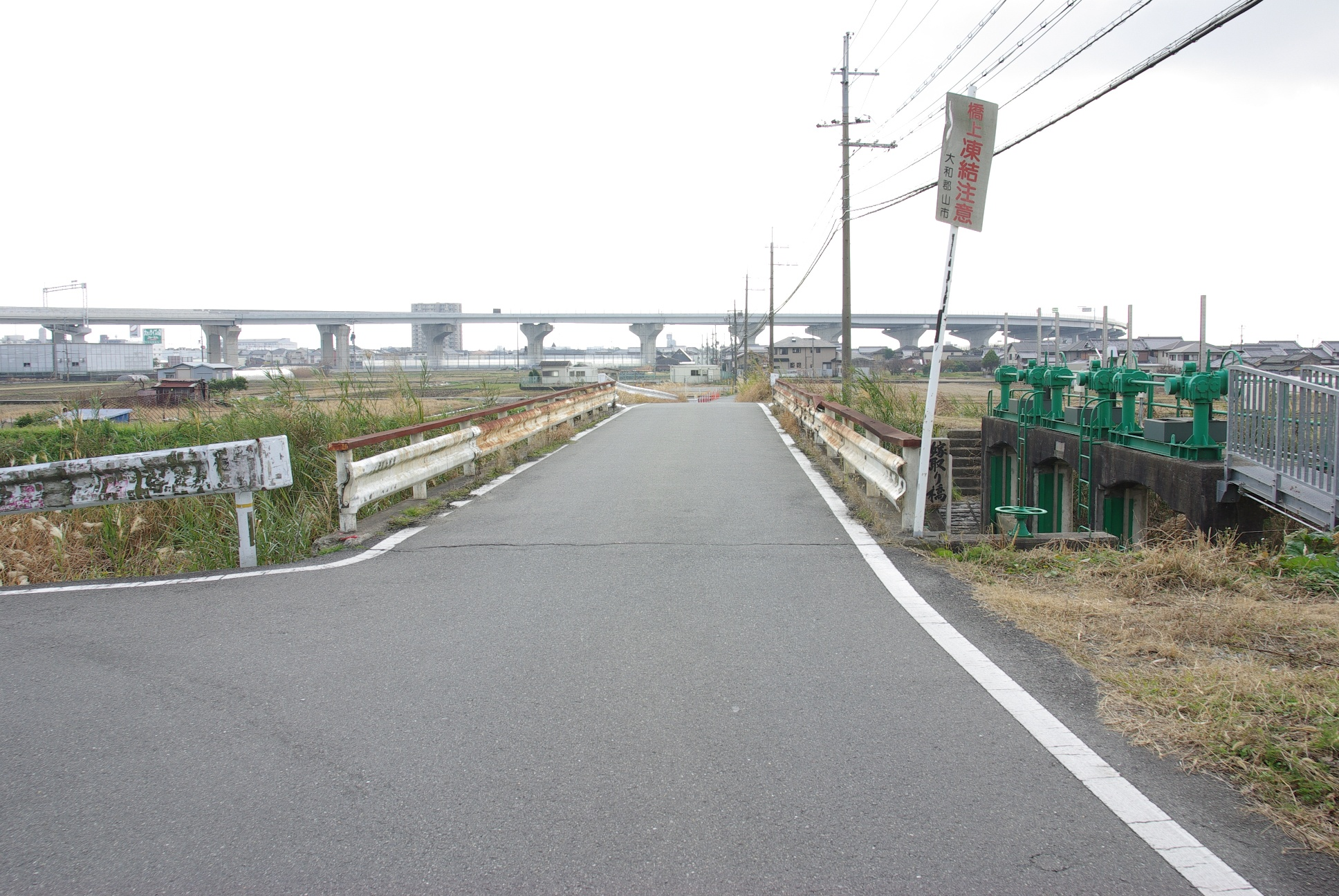
珊瑚珠川（さんごじゅがわ）に架かる嫁取り橋。後方の高架は京奈和自動車道 2016年
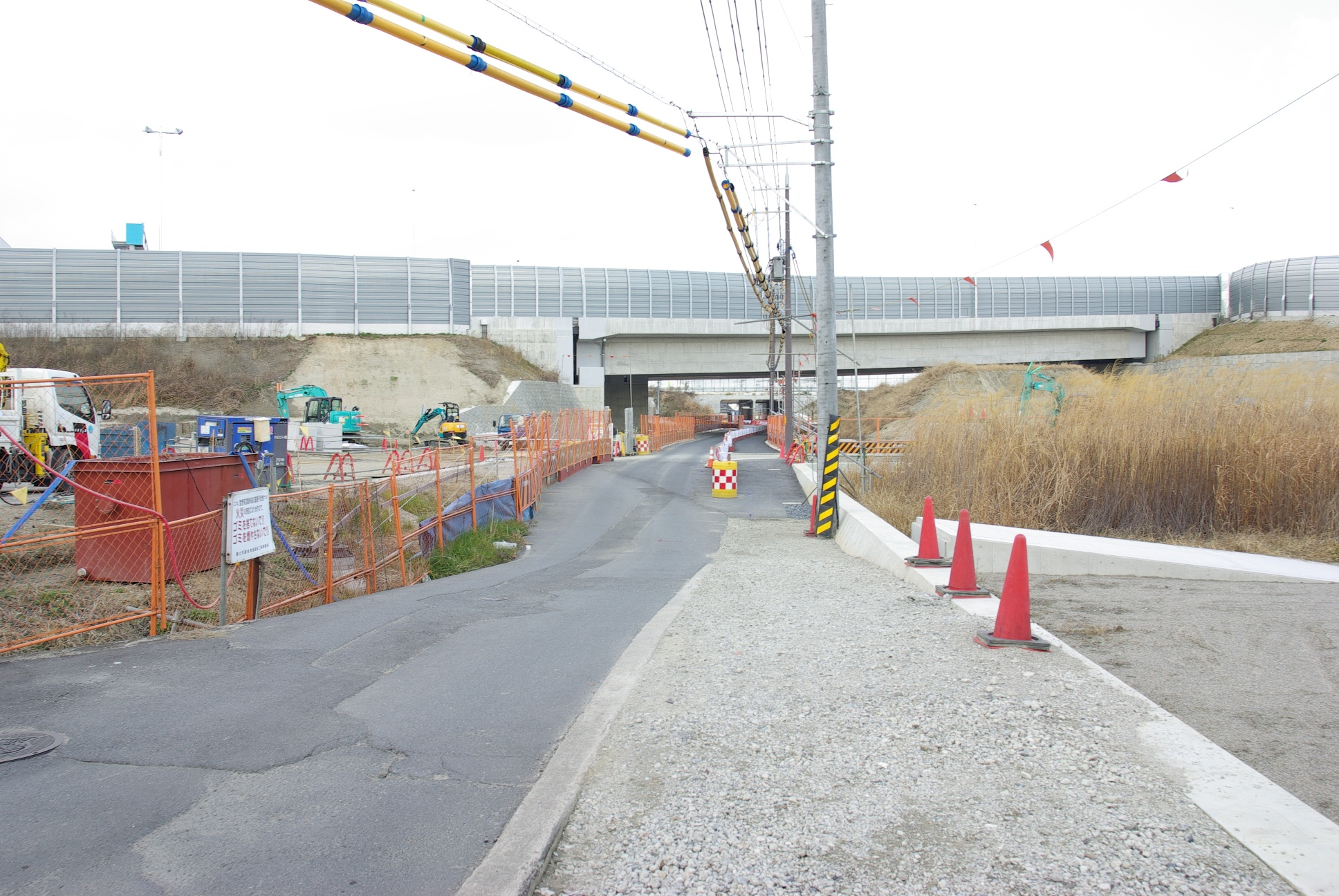
下ツ道と西名阪自動車道の立体交差 2016年
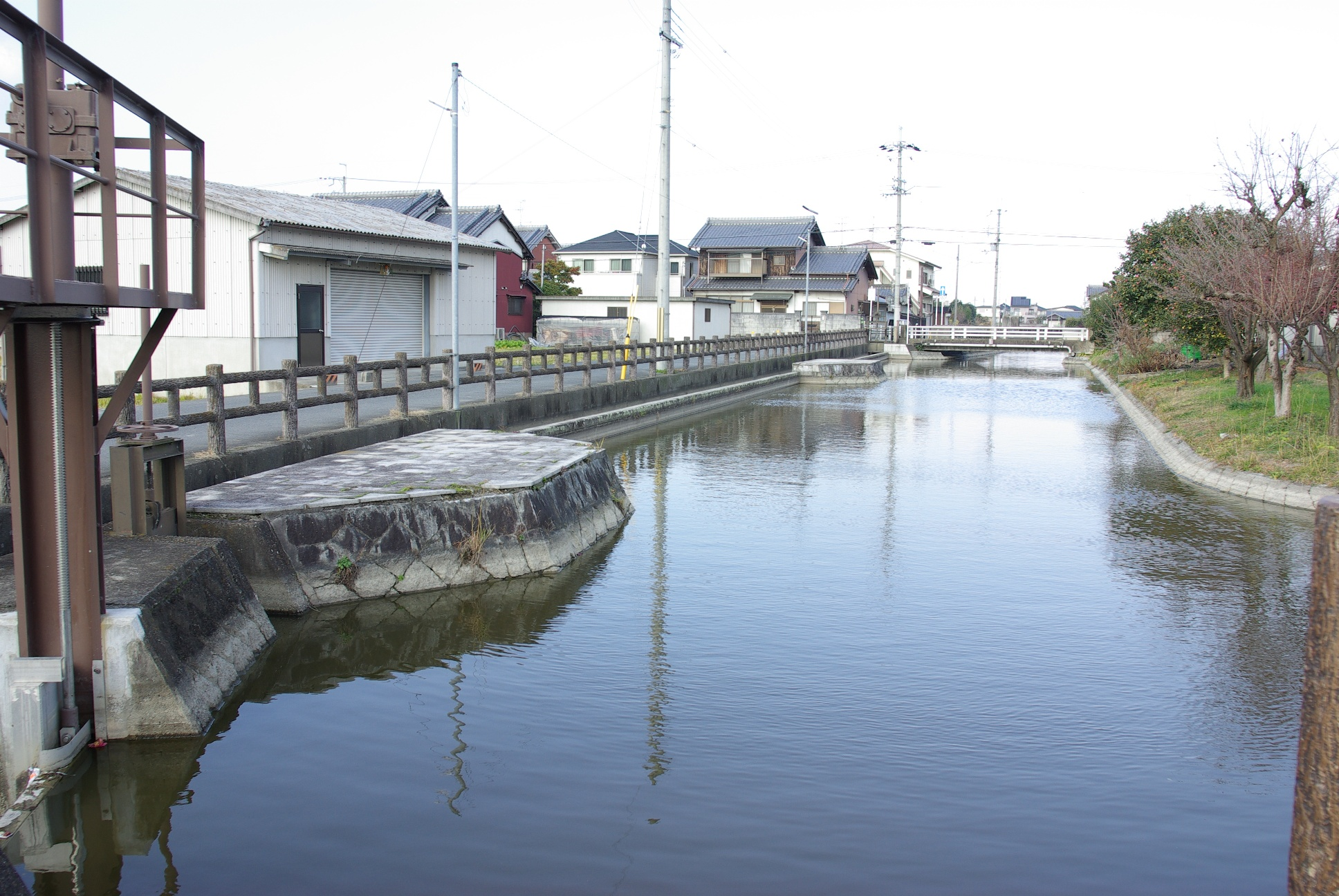
大和郡山市稗田付近の下ツ道（水面の左側） 2016年
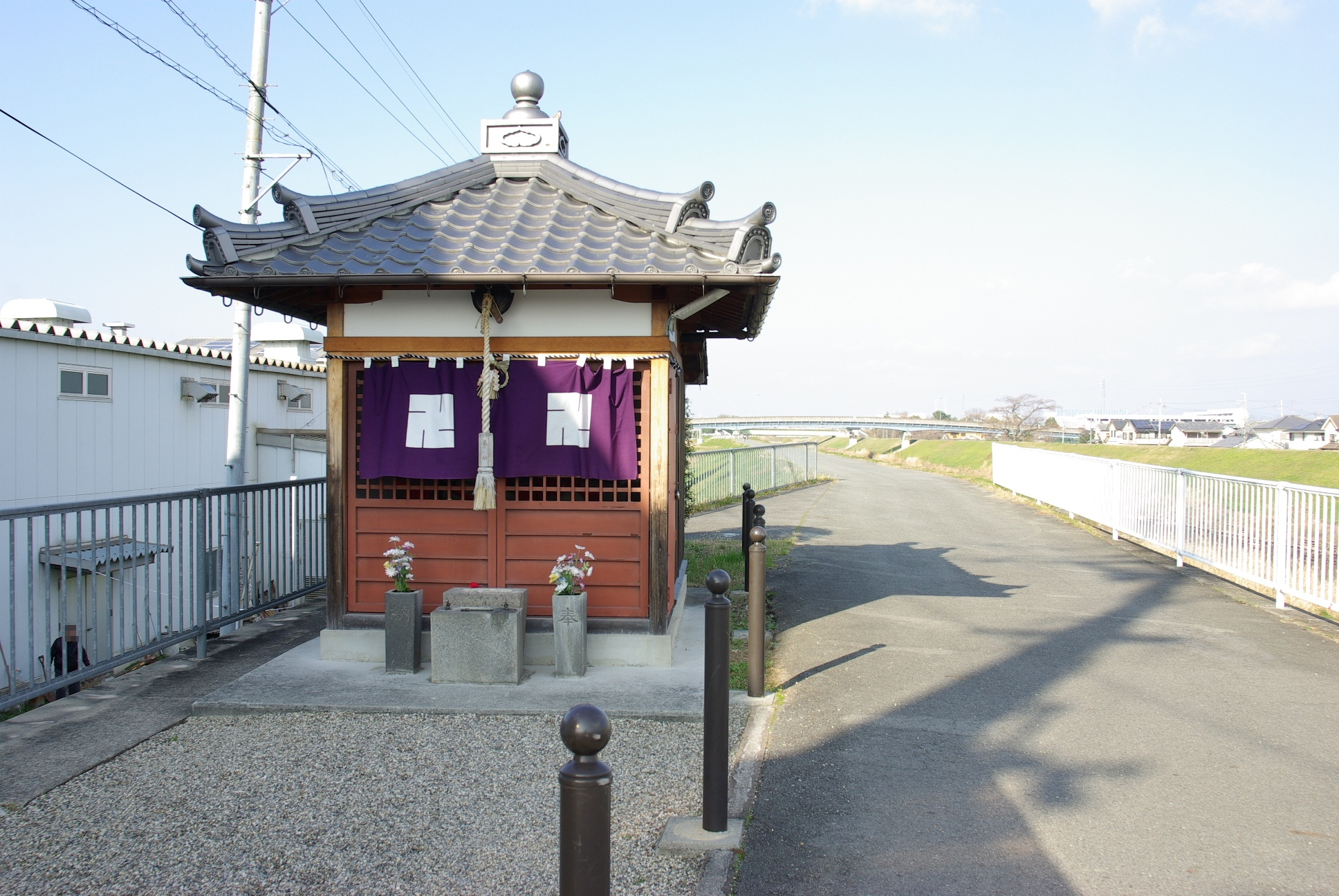
佐保川堤防上の地蔵堂 2016年
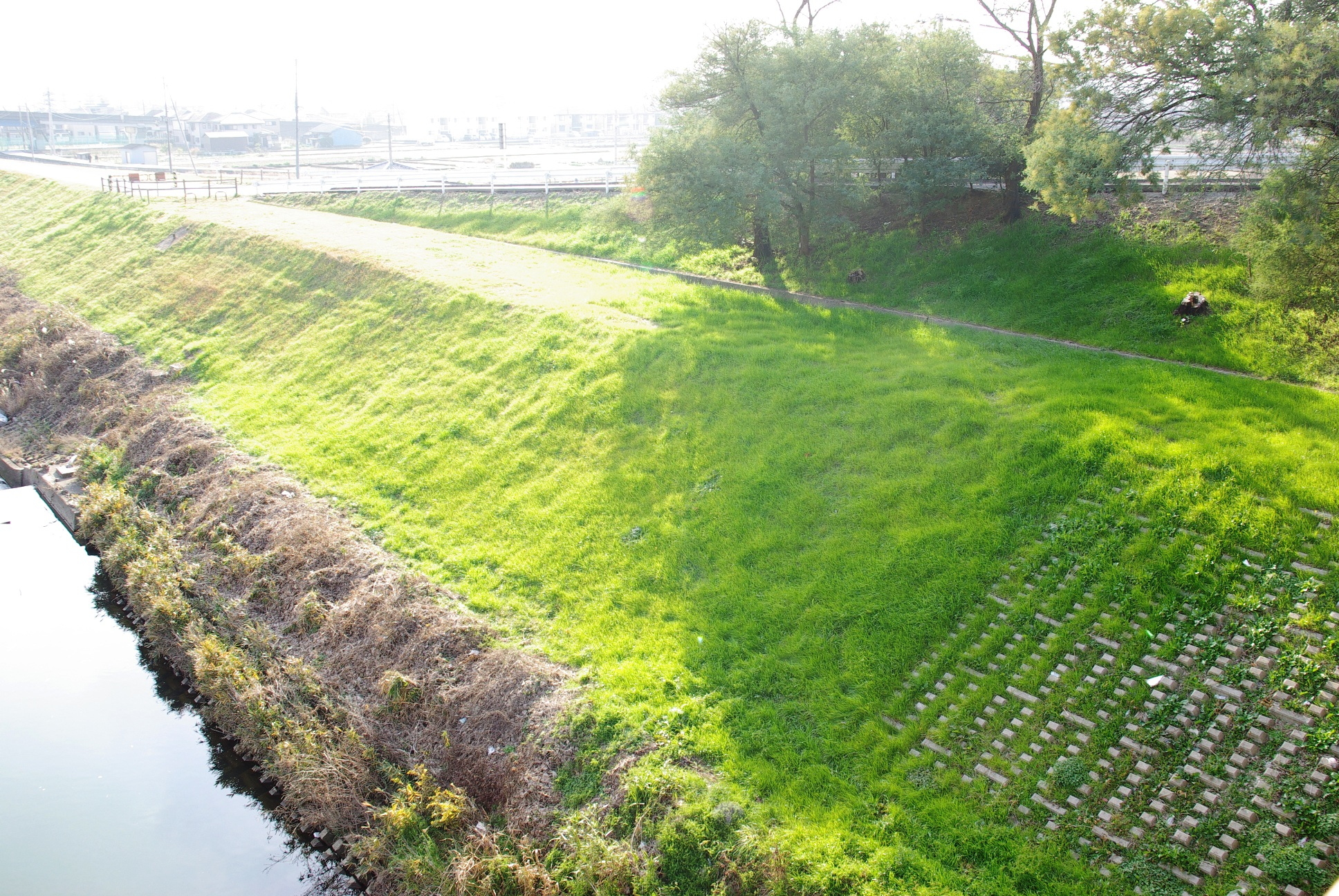
佐保川沿いの平城京羅城門跡 2016年
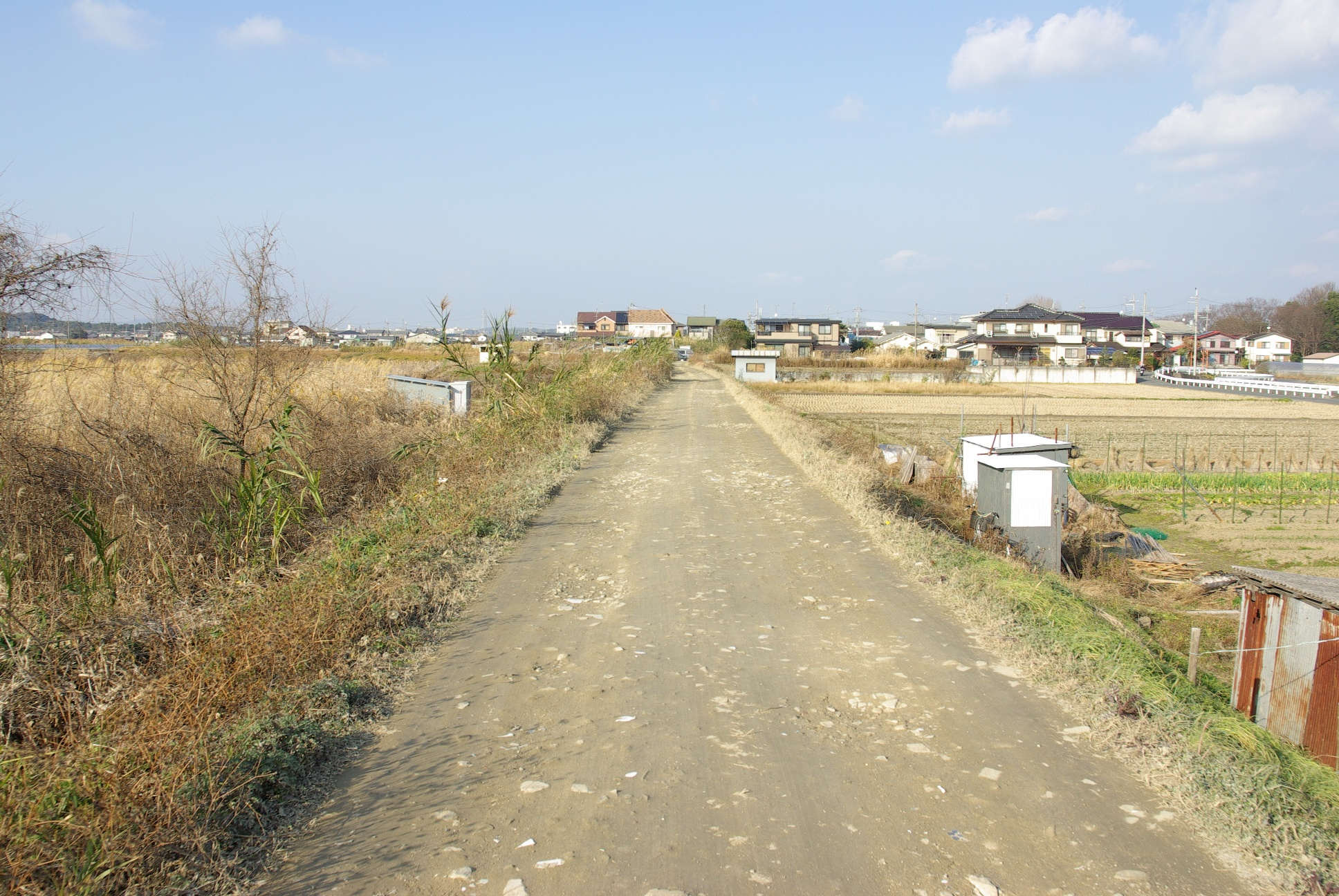
佐保川北側の朱雀大路跡に重なる未舗装道路 2016年
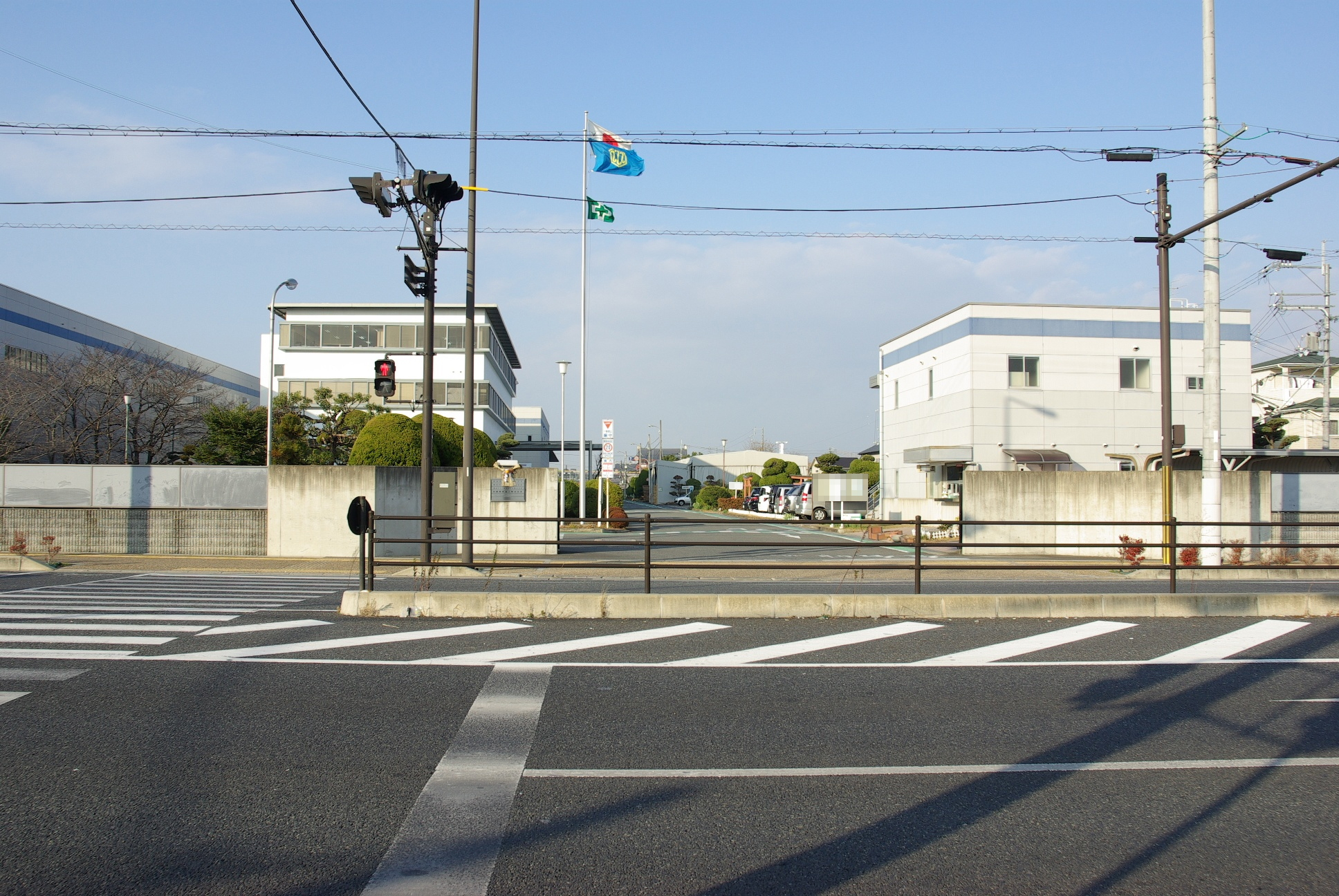
朱雀大路跡と国道308号線が交差する地点。遠方に朱雀門・大極殿が見える 2016年
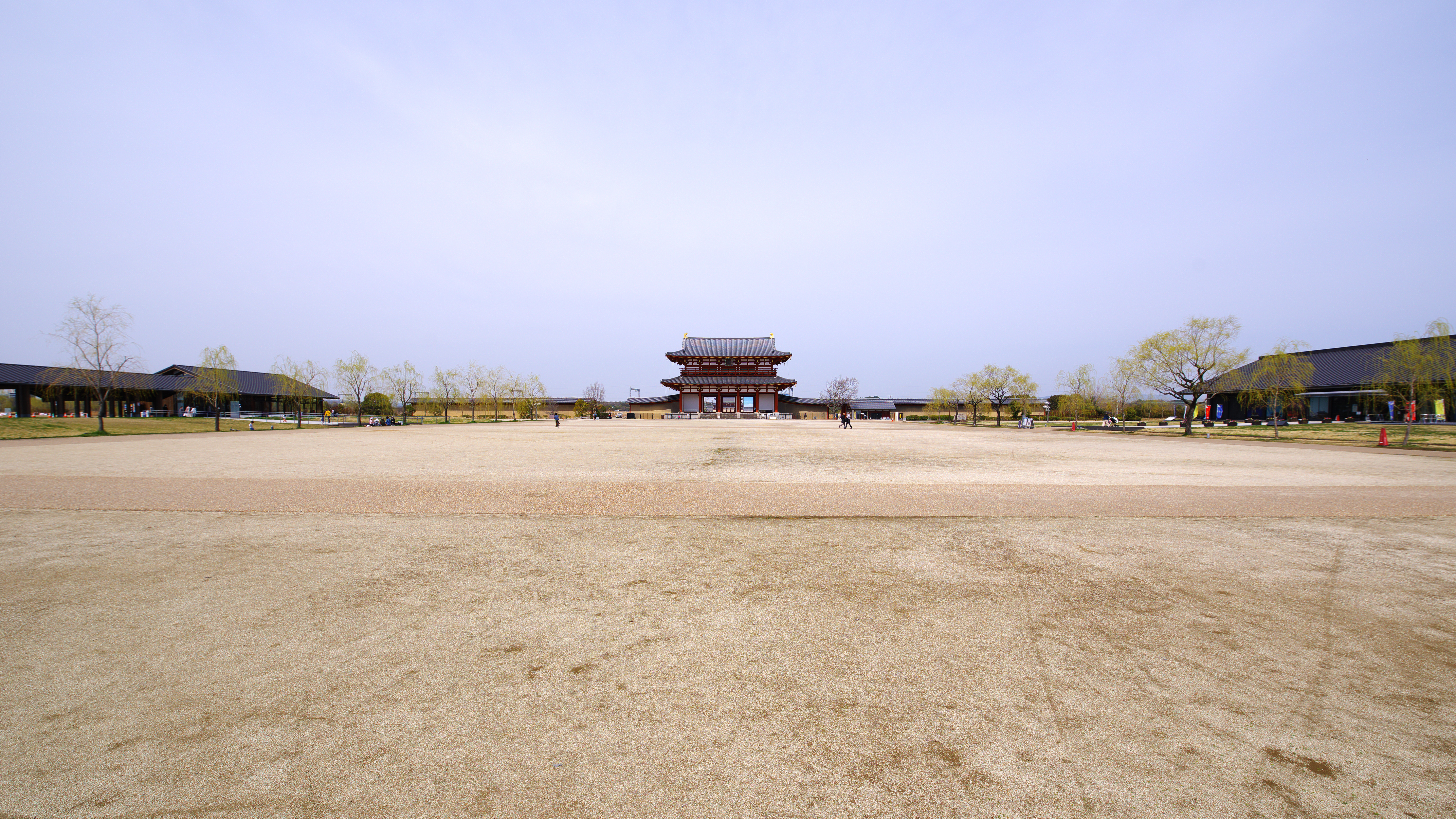
朱雀大路跡（朱雀大路緑地）と朱雀門 2022年